# Округ Лоренс (Џорџија)
Округ Лоренс (енгл. Laurens County) је округ у америчкој савезној држави Џорџија.

## Демографија
По попису из 2010. године број становника је 48.434, што је 3.56 (7,9%) становника више него 2000. године.
| Група             | 2000.          | 2010.          |
| Белци             | 28.199 (62,8%) | 28.920 (59,7%) |
| Афроамериканци    | 15.494 (34,5%) | 17.324 (35,8%) |
| Азијати           | 361 (0,8%)     | 483 (1,0%)     |
| Хиспаноамериканци | 529 (1,2%)     | 1.143 (2,4%)   |
| Укупно            | 44.874         | 48.434         |